# Sexuální práce
Sexuální práce je výměnou sexuálních služeb, úkonů nebo produktů za materiální i nemateriální kompenzaci. Zahrnuje fyzický kontakt mezi nákupcem a poskytovatelem služeb, také ale zahrnuje nepřímou sexuální stimulaci. Nemusí se tedy nutně jednat o přímý sexuální styk, ale např. erotickou masáž, sexuální asistenci pro osoby s postižením nebo online služby jako OnlyFans. Sexuální práce zahrnuje pouze dobrovolné sexuální transakce mezi dospělými osobami. Pod pojem sexuální práce se tedy nezahrnuje obchod s lidmi a jiné vynucené nebo nekonsensuální sexuální transakce, jako je dětská prostituce. Český jazyk jednoznačně nedefinuje pojem sexuální práce a neobjevuje se v českých slovnících, referuje jen k pojmu prostituce. Podle cambridgeského slovníku je sexuálně pracující definován jako osoba, která pracuje v sexuálním průmyslu.

## Typy sexuální práce
V roce 2004 v rámci bibliografické databáze humanitních věd Medline (z anglického Medical Literature Analysis and Retrieval System Online) byla provedena rešerše a přehled 681 článků o „prostituci” s cílem vytvořit globální typologii typů sexuální práce za pomoci libovolných kategorií. Bylo identifikováno 25 typů sexuální práce za cílem vytvoření systematičtějšího pochopení sexuální práce jako celku. Prostituce se liší podle jednotlivých forem a sociálních kontextů, včetně různých typů přímé a nepřímé prostituce. Tato studie byla provedena s cílem usilovat o zlepšování zdraví a bezpečnosti osob poskytujících sexuální služby.
Typy sexuální práce zahrnují různé dobrovolné sexuální služby nebo erotická vystoupení, zahrnující různou míru fyzického kontaktu s klienty:
- Webcaming se často provádí prostřednictvím internetových stránek za využití kamery. Jedná se o jednu z forem online sexuálních prací.

- Glamour modeling může, ale nemusí využívat služby předplatitelného obsahu pro dospělé.

- Striptýz

- Nahý sluha. Jedná se o termín používaný pro muže, který poskytuje nějaký servis či obsluhu často při společenské události, zatímco je „provokativně” oblečen.

- Pole dance (tanec na tyči)

- Sex po telefonu

- Go-go tanečnice

- Erotický tanec

- Twerk

- Erotická masáž

- Grinding

- Tanec na klíně

- Pornografie

- Eskortní služby / Sugardating

- Pouliční prostituce

- Jiná (vnitřní) prostituce (práce v klubu, prostituce spojená s masážními salony, prostituce v barech nebo kasinech)

- Dominatrix

## Sexuální práce v českém právu
Sexuální práce v českém právu není přímo zakázána ani dovolena, avšak trestní zákoník se k věcem spjatým se sexuální prací staví následovně:
Paragraf § 168 zákona č. 40/2009 Sb. v článku Obchodování s lidmi v odstavci 1 písm a) říká: „Kdo přiměje, zjedná, najme, zláká, svede, dopraví, ukryje, zadržuje, přijme nebo vydá dítě, aby ho bylo užito (v písmenu a) jiným k pohlavnímu styku nebo k jiným formám sexuálního zneužívání nebo obtěžování anebo k výrobě pornografického díla, kdo kořistí z takového jednání, bude potrestán odnětím svobody na dvě léta až deset let.“
Dále pak paragraf  § 401 zákona č. 40/2009 Sb. v článku Útok proti lidskosti v odstavci č. 1 písm d) zmiňuje: „Kdo se v rámci rozsáhlého nebo systematického útoku zaměřeného proti civilnímu obyvatelstvu dopustí d) znásilnění, sexuálního otroctví, vynucené prostituce, vynuceného těhotenství, vynucené sterilizace nebo jiné obdobné formy sexuálního násilí bude potrestán odnětím svobody na dvanáct až dvacet let nebo výjimečným trestem.“
Také podle paragrafu § 189 zákona č. 40/2009 Sb. v článku Kuplířství je kuplířství považováno za trestné.

## Ochrana sexuálních pracovníků
Ochrana sexuálně pracujících se liší v závislosti na právních, sociálních a kulturních podmínkách jednotlivých zemí. Přístup k sexuální práci a opatření na ochranu pracujících mohou být velmi různorodá a mohou se měnit podle regionu i jednotlivých měst. V některých případech může být sexuální práce považována za legální a regulovanou profesní činnost, zatímco v jiných může být považována za nelegální s minimální ochranou pracovníků.

## Organizace v ČR
V ČR existuje několik organizací věnujících se ochraně a péči o sexuální pracovníky a pracovnice. Největší a nejznámější z nich je organizace Rozkoš bez rizika, která své služby poskytuje již od roku 1992. Nabízí odborné sociální poradenství, zdravotní služby, terapeutické služby a právní pomoc. Rozkoš bez rizika má 4 poradenská centra (Praha, Brno, Ostrava a České Budějovice), kde poskytuje své služby ambulantní formou, a svými terénními programy dále pokrývá všechny kraje ČR. V roce 2015 založila Rozkoš bez rizika také internetovou poradnu.

## Feministické debaty o sexuální práci
Feministické debaty o sexuální práci se zaměřují především na pornografii a prostituci. Feministické argumenty proti těmto povoláním se obvykle zakládají na představě, že tyto typy práce jsou ze své podstaty ponižující pro ženy, sexuálně objektivizují ženy anebo podporují nadřazenost mužů. Zastánci sexuální práce v reakci na to odpovídají, že tato tvrzení naopak ubližují sexuálním pracovnicím a že volba této práce může být naprosto legitimní. Tvrdí, že perspektivy feministicky smýšlejících vystupujících proti sexuální práci vycházejí z pojetí sexuality zkonstruovaných patriarchátem, aby reguloval projevy ženské sexuality. Ve skutečnosti mnoho zastánců feminismu podporujících sexuální průmysl, tvrdí, že kriminalizace sexuální práce způsobuje ženám a jejich sexuální autonomii větší škody. Článek v Touro Law Review z roku 2014 se zaměřuje na problémy, kterým čelí sexuálně pracující v USA, a na potřebu reformy sexuální práce: „Ženy ztrácejí možnost volby nechat si zaplatit za dobrovolný sex. Žena může mít sex zdarma, ale jakmile za své služby obdrží něco hodnotného, stává se tento akt nezákonným.” Ti, kteří to považují za útok na sexuální autonomii žen, se také obávají nedávných útoků na liberálně-sociální politiku v USA, která zahrnuje třeba sňatky osob stejného pohlaví a samovolnou interrupci (potrat). Někteří liberálové také tvrdí, že vzhledem k tomu, že neúměrný podíl těch, co si vybrali sexuální práci jako způsob obživy, tvoří chudí a znevýhodnění lidé, měli by se veřejní činitelé zaměřit spíše na sociální politiku zlepšující život těm, kteří se pro sexuální práci rozhodli, než že by měli odsuzovat způsoby výdělků majetku, kterých tyto oběti společnosti využívají.
Někteří obhajují potřebu přehodnotit přístup k práci v sexuálním průmyslu, argumentují proti bulvárnímu zpracování a moralizujícím stereotypům. Kritizuje se nedostatek dobře informovaných textů na toto téma. Zdůrazňuje se složitost problematiky a potřebu hledat alternativní přístupy, zejména z pohledu pracovních práv a sociálního postavení pracujících v sexuálním průmyslu. Další vyzývají k plné dekriminalizaci sexuální práce a zdůrazňují, že řešení by nemělo démonizovat pracující, ale mělo by se snažit o jejich práva a důstojné pracovní podmínky. Různé druhy feminismů tak sexuální práci vnímají odlišně, a prosazují i proto jiné typy legislativních změn.

## Fenomén Onlyfans
OnlyFans je online platforma, na které si předplatitel platí určitou částku (většinou mezi 5–20 $) tvůrcům obsahu za kontent, který může být na ostatních webových stránkách považován za explicitní. Předplatitelé mohou dále posílat zprávy nebo přispívat spropitným, jestliže mají určité speciální přání. Toto odvětví sexuálního průmyslu se rozšířilo za pandemie covidu-19, kdy se sexuálně pracující přesouvali do online prostoru. OnlyFans není však jediná platforma poskytující pay-per-view obsah, alternativní možností může být například Patreon nebo HeroHero. OnlyFans má z těchto platforem největší dosah díky povolení přidávat sexuálně explicitní materiál.  Tvůrci obsahu na těchto platformách vydělávají za kontent, který si vytváří na základě svého uvážení. Počet předplatitelů u daného tvůrce nebo tvůrkyně obsahu záleží na základě četnosti zveřejněného obsahu, ale i na tom, zda dokáží splnit speciální požadavky svých předplatitelů, kteří jsou často ochotni zaplatit peníze navíc. I přesto, že většina obsahu OnlyFans tvořil sexuálně explicitní materiál, mělo v říjnu 2021 dojít k veškerému blokování tohoto obsahu, kvůli tlaku od bankovních partnerů poskytujících platformě platby. K tomu ale nedošlo. Platforma se potýká i s určitými problémy, například se tvůrci mohou stát obětí doxingu nebo se jejich obsah může dostat na internet mimo paywall zónu, a lidé se k němu tak dostanou zcela zdarma. Platforma OnlyFans si za své zprostředkování účtuje za každou službu 20 % ceny. Ta se strhává z výdělku prodávajících, tedy sexuálně pracujících.